# Sven Hansson (konstnär)

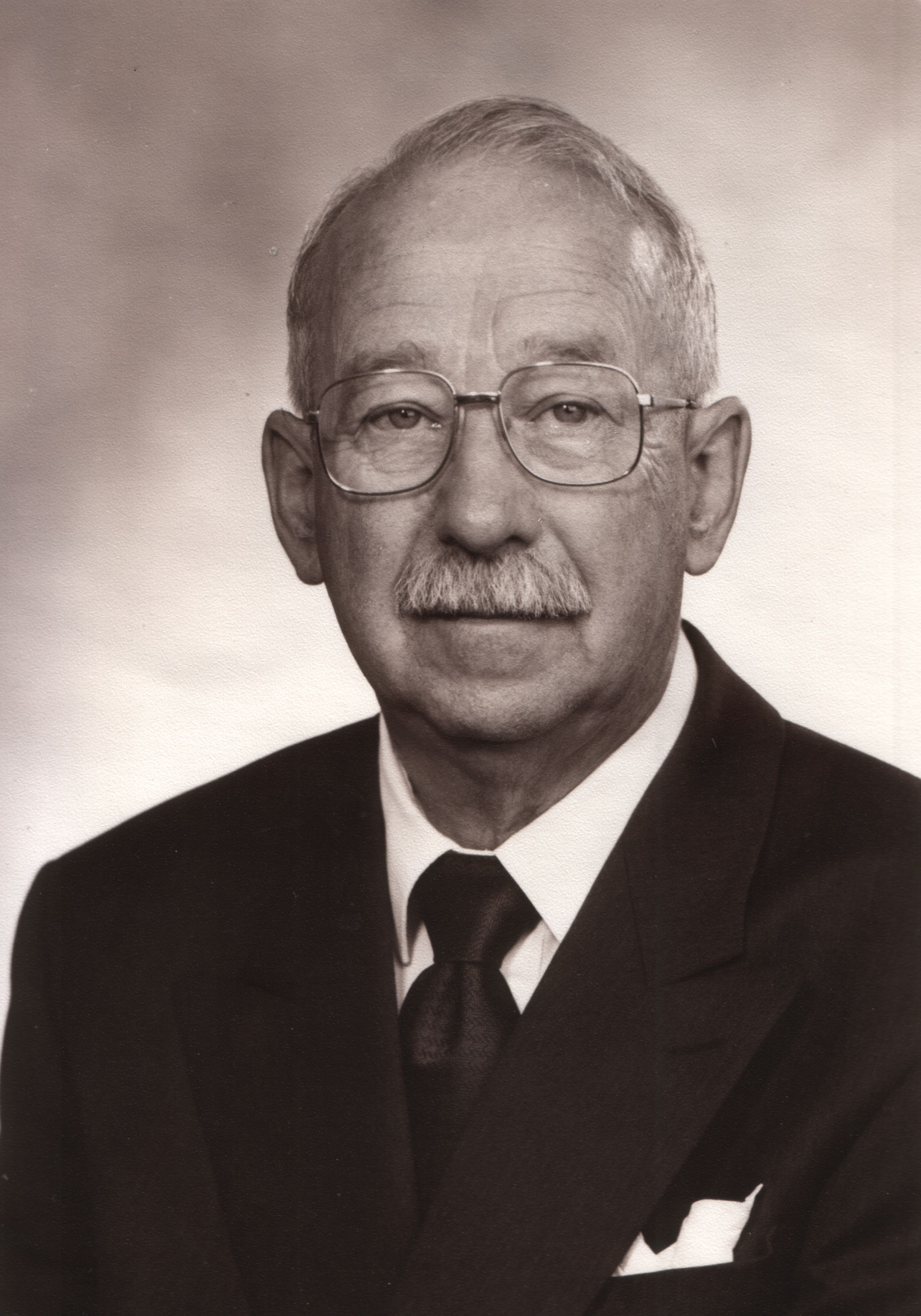
Sven Hansson, 1997

Sven Axel Arvid Hansson, född 2 september 1927 i Munkedal, död 11 mars 2014 i Rydebäck,   är en svensk målare tidigare bosatt i Rydebäck.

Hansson studerade vid Gerlesborgsskolan i slutet av 1940-talet och i Paris för André Lhote i början av 1950-talet samt på Valands konstskola mellan 1952 och 1957. Han arbetade i huvudsak i gouache, olja samt relief i en rent geometrisk, nonfigurativ stil.
Hansson har haft ett mycket stort antal utställningar i Sverige samt i Danmark, Frankrike, Spanien och Tyskland.
Hansson har fått flera stipendier bland annat från Sveriges bildkonstnärsfond (två gånger), Svenska Statens konstnärsstipendium, Svalövs kommuns kulturstipendium och stipendium från Carina Ari ateljén, Cité Internationale des Arts, Paris, samt arbetsstipendier (Sveriges bildkonstnärsnämnds arbetsstipendium och Svenska statens stora arbetsstipendium).
Hansson är representerad på ett tiotal kommuner och landsting; bland annat Jönköpings läns landsting, Karlskoga kommun, Region Skåne, Statens Konstråd, Svalövs kommun, Tomelilla kommun, Ängelholms kommun och Östergötlands läns landsting samt Moderna museet.
Hanssons förekommande signaturer är Sven Hansson, SAA Hansson, S Hansson och SH.

## Utställningar
Göteborgs konsthall 1958 Göteborg

Galleri 54 1961 Göteborg

Galleri Ferm 1978 Malmö

Galleri Tellus 1981 Lomma

Sveagalleriet 1983 Stockholm

Västerås konstmuseum 1983 Västerås

Galleri Lukas 1983 Linköping

Charlottenborg 1983 Köpenhamn

Galleri Konstnärscentrum 1984 Malmö

Galleri Briggen 1984 Västervik

Tomelilla Konsthall 1984 Tomelilla

Värnamo Konsthall 1984 Värnamo

Lilla Galleriet 1985 Helsingborg

Gallerie 30 Paris

Sölvesborgs Konsthall 1986 Sölvesborg

Künstlercentrum 1986 Lübeck

Karlskoga konsthall 1987 Karlskoga

Gerlesborgsskolan 1987 Gerlesborg

Galleri Moment 1988 Ängelholm

Lilla Galleriet 1988 Helsingborg

Krapperups konsthall 1988 Krapperup

Galleri Nordvästen 1989 Helsingborg

Kalmar läns museum 1989 Kalmar

Galleri Leopold 1989 Uddevalla

Comision de Cultura Colegio Oficial de Arqutectos de Andalucia Oriental 1990 Malaga

Galeria H 1990 Malaga

Ronneby Konsthall 1990 Ronneby

Landskrona konsthall 1991 Landskrona

Gallerie Altes Rathaus 1991 Inzlingen

Exposicicion de Pintura Constructivismo -92 1992 Marbella

Inter Art -92 1992 Hamburg

Galleri Ferm 1995 Malmö

## Stipendier
Sveriges Bilkonstnärsfond 1979

Sveriges Bilkonstnärsfond 1981

Sveriges Bilkonstnärsfond arbetsstipendium 1983-87

Svalövs Kommuns Kulturstipendium 1985

Svenska Statens Konstnärsstipendium 1991

Carina Ari ateljén, Cité Internationale des Arts, Paris 1994

Svenska Statens stora arbetsstipendium 1994

## Representerad
Svalövs kommun

Jönköpings läns landsting

Karlskoga kommun

Malmöhus läns landsting

Malmö sjukvårdsförvaltning

Statens Konstråd

Sydöstra Skånes Konstmuseeum, Tomelilla

Tomelilla kommun

Ängelholms kommun

Östergötlands läns landsting